# Gare de l'aéroport international du Chūbu
La gare de l'aéroport international du Chūbu (中部国際空港駅, Chūbu kokusai kūkō eki) est une gare ferroviaire terminus à Tokoname, dans la préfecture d'Aichi au Japon. Elle dessert l'aéroport international du Chūbu. La gare est gérée par la compagnie Meitetsu.

## Situation ferroviaire
La gare de l'aéroport international du Chūbu marque la fin de la ligne Meitetsu Aéroport.

## Histoire
La gare entre en service le 16 octobre 2004, mais ouvre réellement au public le 29 janvier 2005.

## Service des voyageurs

### Accès et accueil
La gare dispose de guichets et des automates pour l'achat de titres de transport. Elle est ouverte tous les jours.

### Desserte
- Ligne Meitetsu Aéroport :
  - voie 1  : direction Nagoya, Gifu et Shin-Unuma (services μSky)
  - voies 2 et 3  : direction Ōtagawa, Kanayama, Nagoya, Ichinomiya, Gifu, Inuyama et Shin Kani